# Кулаков, Сергей Фёдорович
Сергей Фёдорович Кулаков (род. 9 февраля 1969, Тольятти, Куйбышевская область) — советский и российский хоккеист, нападающий.

## Биография
Воспитанник тольяттинского «Торпедо», дебютировал за команду в сезоне 1986/87 первой лиги. Сезон 1990/91 провёл в ижевской «Ижстали». Чемпионат СНГ 1991/92 отыграл за «Автомобилист» Екатеринбург; в конце второго переходного турнира вернулся в тольяттинский клуб — «Ладу». Стал серебряным призёром чемпионата МХЛ 1992/93, после чего на профессиональном уровне не выступал.